# Corifeo

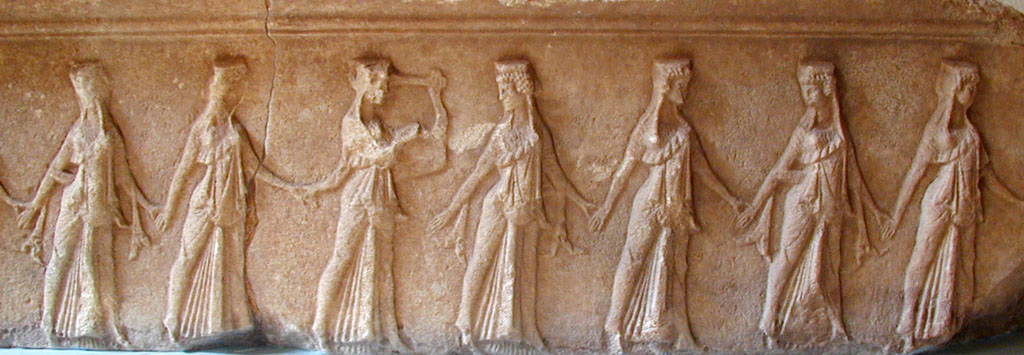
Curi de la antigua Grecia.

El curifeo (griego antiguo κορυφαῖος/koryphaîos, de κορυφή, koryphḗ́, «punta de la cabeza») era, del conjunto de jóvenes que danzaban y cantaban hacia el templo de Dionisos, el que mejor danzaba y cantaba, el que los dirigía. Con la aparición del teatro clásico griego, el corifeo se transformó en el dirigente del coro, ya dejando su rol de animador y mejor danzador.
A menudo se situaba en el centro del escenario, en aquel entonces llamado orchestra, y era el responsable de guiar a los coristas. Respondía al coro, lo cuestionaba o repetía sus palabras. A veces hablaba en nombre del coro y era el único que interactuaba con el personaje en el escenario, quien evolucionaba por su parte en el proscenio. Era un hombre (posiblemente disfrazado de mujer), un ciudadano (posiblemente disfrazado de bárbaro), que llevaba máscara y vestido.
Es en principio un elemento singular del teatro griego antiguo. El corifeo representa al coro y habla en su nombre en las partes recitadas. El coro representa a su vez a los ciudadanos, expresando los miedos, esperanzas, juicios y otros sentimientos de la comunidad cívica, entendida como un colectivo anónimo caracterizado por la moderación y el equilibrio.

## Historia
En una época de la antigua Grecia el corifeo eran los sátiros que bailaban y cantaban de camino para ofrecer las mejores vides en el templo de Dionisio, en la fiesta de la vendimia, un joven que resaltaba y que empezó a dirigir el grupo o coro de intérpretes cantantes-bailarines. Esta figura aparece en el teatro clásico griego pero en sus inicios estos coros de intérpretes no tenían director, después se empezó a destacar uno por su virtuosismo y finalmente se erigió en maestro o director.